# チェッコリ

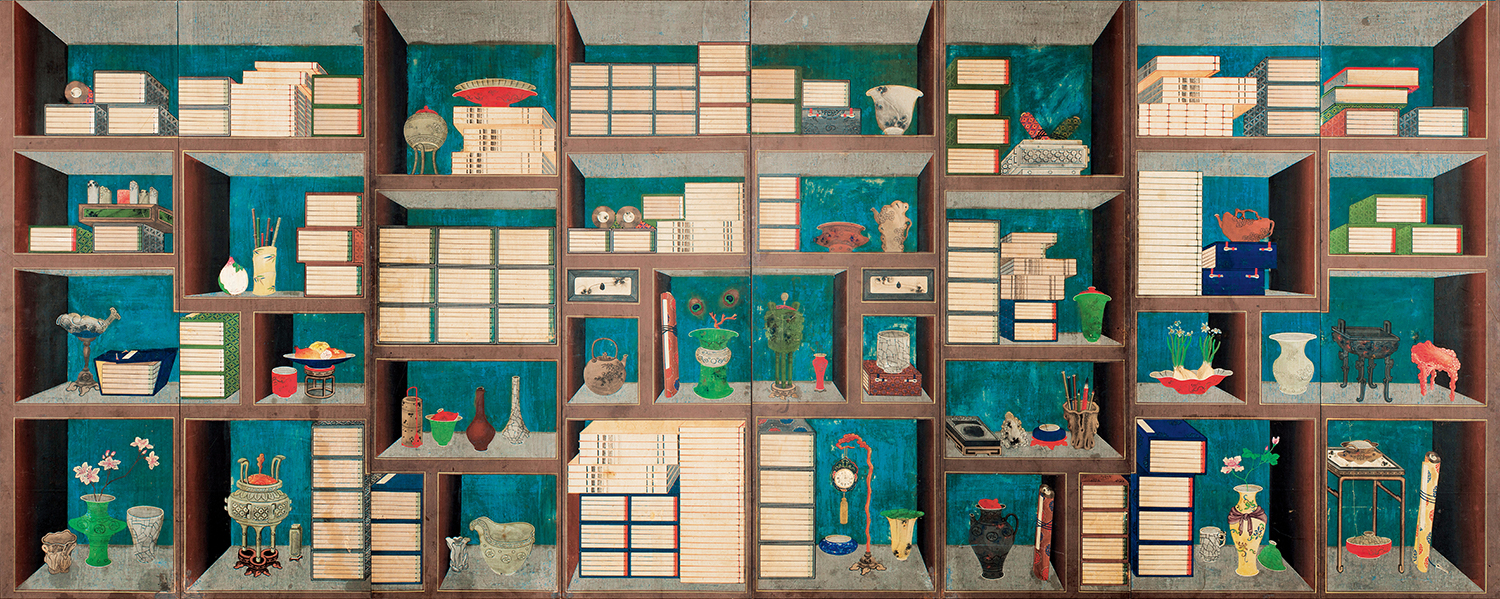
李亨祿『冊架図』（1864年 - 1872年）

チェッコリ（ハングル: 책거리; ハンチャ: 冊巨里）は、朝鮮において18世紀後半から19世紀にかけて流行した絵画の一様式である。書物を中心として、文房具や生活用品といった、文人の生活にもちいられる様々な物品が描き入れられており、屏風として書斎に飾られることが多かった。
「チェッ（책）」は「本」、「コリ（거리）」は「物」を意味し、「チェッコリ（책거리）」は「本と物」と直訳できる。「書架図」「冊架図」または「書架文房図」といった呼称もあるが、チェッコリには書架を描き入れないものも存在するため、等しい概念とはいえない。

## 歴史

### 前史

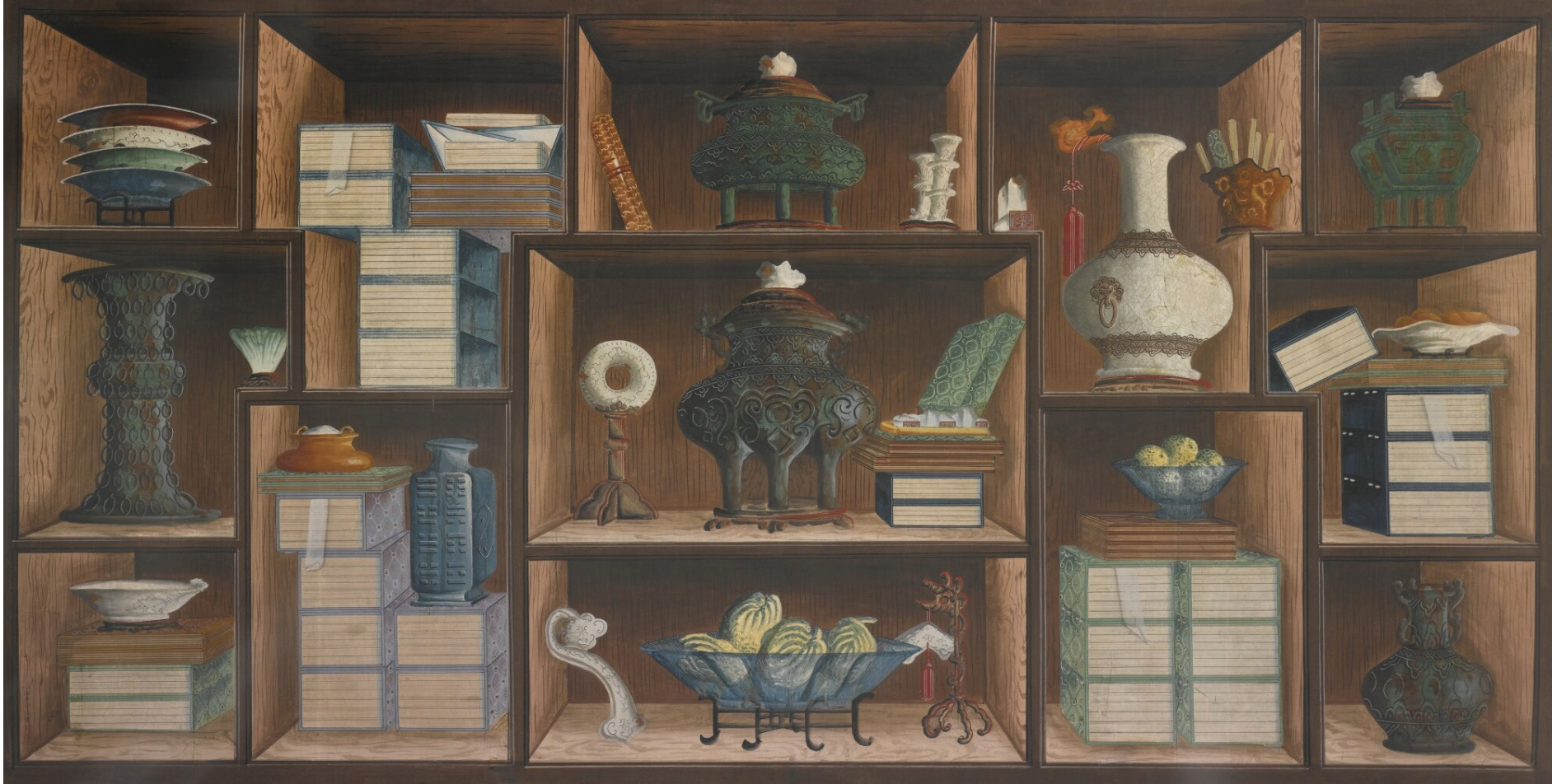
多寶閣景図（清代）

15世紀の大航海時代、ヨーロッパには世界の様々なものに関する膨大な知識が流入した。さらに、ルネサンスの勃興は古代の文物に対する興味をわきあがらせた。こうした時勢の影響により、15世紀中期より、当地の王侯貴族や知識人は、収集した様々な物品を展示するためのいわゆる「驚異の部屋」をつくるようになった。また、線遠近法の発明を通し、西洋絵画はそれまでにない写実性を獲得した。こうした「驚異の部屋」文化は、中国においては清代より活発になった。中国では漢代よりすでに物品を収集する文化が存在し、16世紀頃より盛んに物品収集に関する著作が編まれたものの、ヨーロッパのように、展示棚をつくりそれを誇示する文化は存在しなかった。

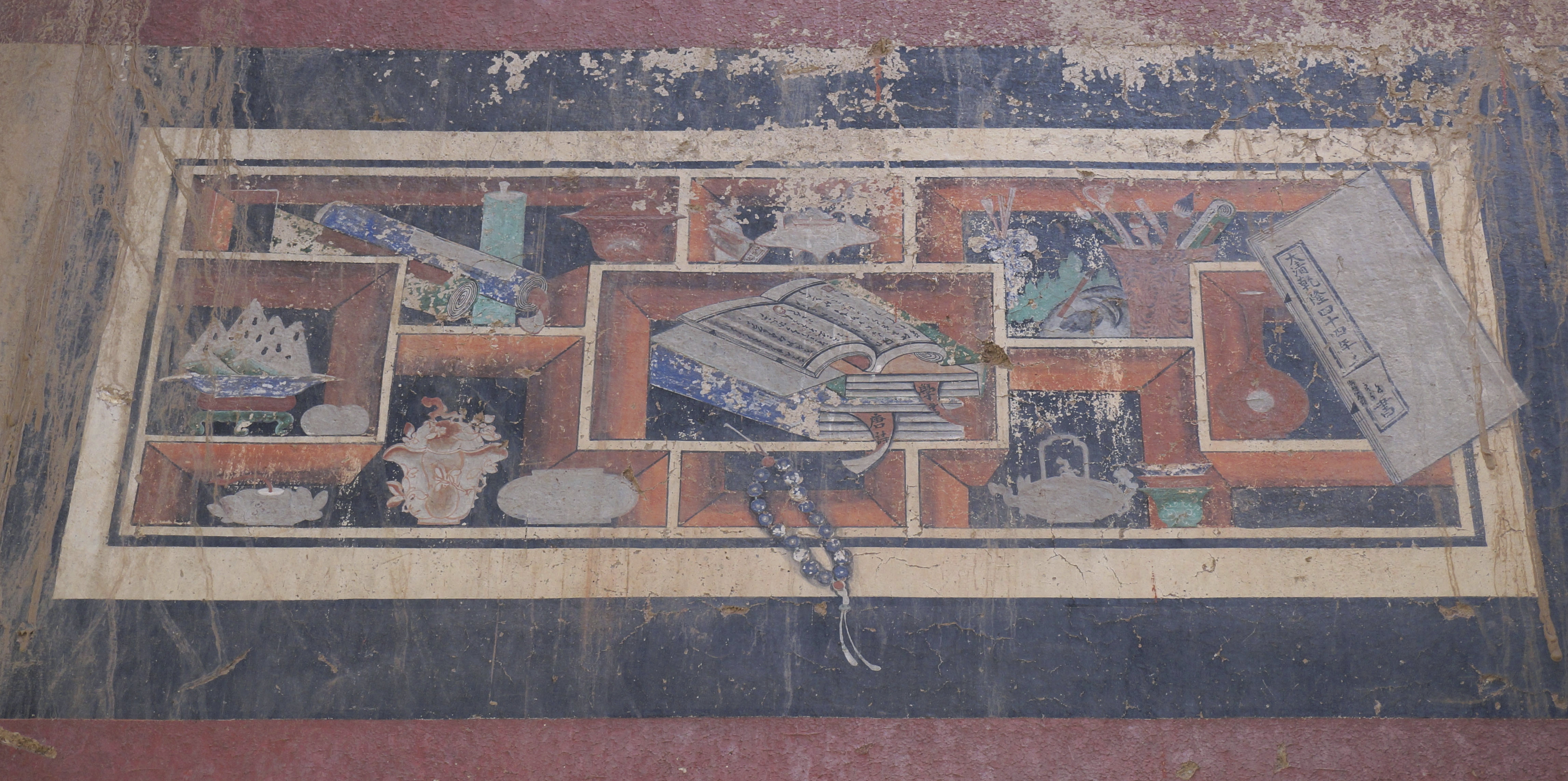
蔚州真武廟壁画（1779年）

しかし、清王宮においては「多寶閣」とよばれる、古玩を展示することを目的とする大型の陳列棚がつくられた。多寶閣のない部屋には，多寶閣を描いた多寶閣景図が飾られた。多寶閣景図の作例は長らく確認されていなかったものの、1998年にジュゼッペ・カスティリオーネの作と考えられるものが広く紹介され、チェッコリとの類似性が指摘された。また、同時期の中国絵画にも多寶閣景図に影響をうけたと考えられるものがある。たとえば、蔚州真武廟には1779年（乾隆44年・正祖3年）ごろ描かれたと考えられる、同様の壁画が存在する。これらの絵画は、チェッコリに直接的な影響を与えた可能性がある。
朝鮮の高官である趙宗鉉（1731年 - 1800年）が、1750年から1766年ごろに執筆した『題小屏』には、朝鮮においてこうした絵画が導入された最初期の記録が残っている。趙はここで、北京の市場で自らが長らく求めていた、文士が多寶格を背景として茶を飲む西洋画である書架図（ハングル: 서가도）を入手し、屏風としたことを記述している。ここで紹介されている絵画はあくまで人物を含んだものであり、チェッコリとは区別すべきものであることに留意する必要はあるものの、この史料は、チェッコリに類するような絵画がすでに朝鮮文人に認識されていたことを物語っている。

### 正祖の冊架図

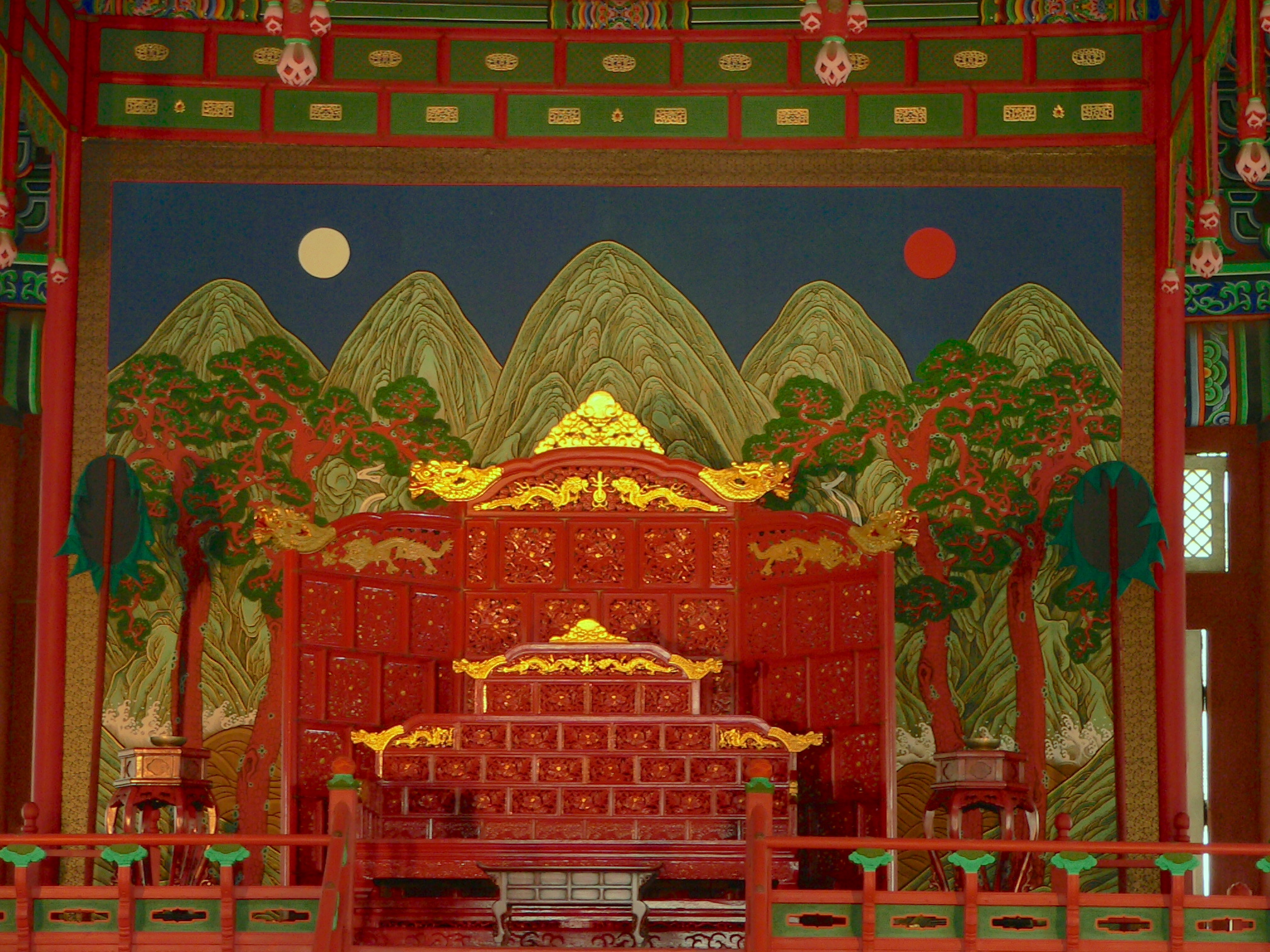
景福宮日月五峰図

朝鮮においてチェッコリをはじめて描かせた人物は一般に、李氏朝鮮22代国王の正祖であるといわれる。正祖は1784年（正祖8年）、「差備待令畵員制」という御用画員を選抜する試験において「冊架」という科目を設けており、これがチェッコリに関する最古の記録である。また、1788年（正祖12年）には、正祖の求めた冊架図ではない絵を描いたとして、2人の画員が流刑に処されている。
呉載純は1791年（正祖15年）の『日得録』に、正祖が臣下に玉座の後ろに貼った冊架図を見せ、「むかし、程子はたとえ本を読めなくても、書室に入って本に触れるだけで気分が良くなると言った。私はこの絵でその言葉の意味を理解した」「ここには私が平素愛好している経史子集、ことに荘子を描いている。最近の人びとは後世の病んだ文を楽しんでいるが、いかにすればこれを正すことが出来るであろう。この絵を描かせた理由にはそのようなものもある」という旨を論じたことを記述している。正祖が描かせた冊架図は現存しないものの、こうした記述や、正祖が舶来の骨董を見せびらかす当時の習俗を嫌っていたことなどから鑑みて、書籍のみを描いた簡素な図案だったと考えられる。従来、朝鮮において玉座の後ろに貼られる絵画は日月五峰図が一般的であった。盧載玉は、正祖が冊架図という新たな絵画様式を玉座の後ろに飾るためにもちいたのは、儒学者としての自分のイメージを確立し、文治政治における自らの権威を強調する目的があったのではないかと論じている。
当時の朝鮮は儒教の教理解釈が政治権力闘争とむすびつく朋党政治の時代であった。こうした事情ゆえ、当時の朝鮮の権力者は儒学に精通する必要があった。こうしたなかで、正祖は自らを「君師」と称し、文献解釈では臣下の意見を論破できるほどの知識があった。太祖にとって読書とは王権の正当性を維持する手段であり、この書物への執着心こそが冊架図をうみだしたともいえる。
また、1791年の記録では冊架図の写実性に臣下が驚いた記述がある。冊架図自体はこの記録以前より存在したことがわかっているが、それにも関わらずこの絵画が臣下に衝撃を与えた理由として、この時代に明暗法や遠近法といった西洋絵画の写実技法が取り入れられたことがある。李奎象（1727年 - 1799年）の『一夢稿』によれば、冊架図は李氏朝鮮の図画署が「西洋の四面尺量画法を模倣しはじめ」描いた絵であり、「当代の貴人としてこの絵を（装飾するものとして壁に）貼らない人はいなかった」という。

### 正祖没後のチェッコリ

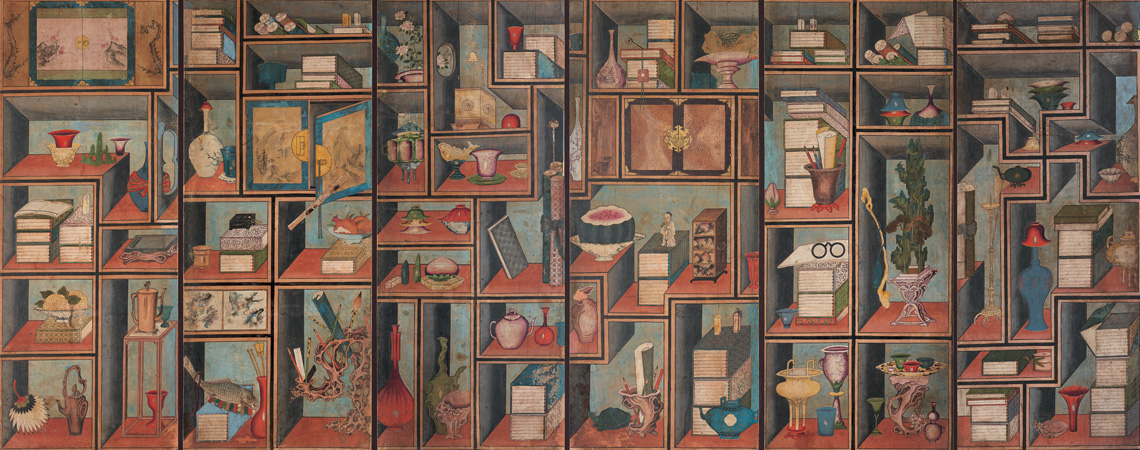
チェッコリ（18世紀後半）

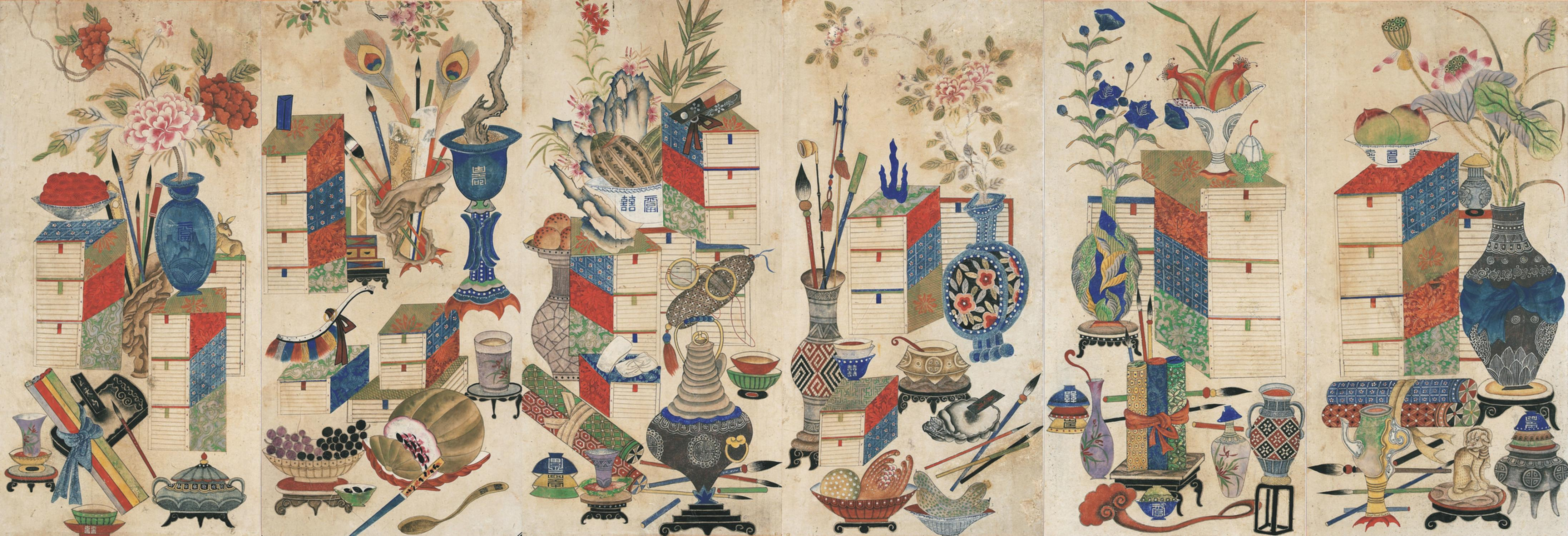
チェッコリ（1900年代後半）

朝鮮の支配階級であった両班は儒教的道徳から商業を嫌っていたが、技術官僚であった中人はそうではなかった。彼らは朝貢貿易に参加して富を得るとともに、朝鮮国内にさまざまな文物をもたらした。チェッコリには当時の朝鮮における新しい消費文化が反映されており、書籍や紙・墨・筆・硯に加え、青銅器や磁器、花卉や石、果物といった自然物、さらには時計や眼鏡、扇子といった海外由来の輸入品が描かれている。
劉在建（1793年 - 1880年）の『里郷見聞録』は、文房図の名手である李潤民と、その息子であり、同じく文房図を能く描いた李享緑について記述している。このうち李享緑の作品は当時の朝鮮絵画としては珍しく、名前が記載された作例がいくつか残っているため、チェッコリの当時の画風を知るにあたり重要な役割を果たす。『里郷見聞録』においては彼らの絵画が「冊架図」ではなく「文房図」と呼ばれているが、これはチェッコリのモチーフが当初のような書籍を主題とするものではなく、文人の生活を彩るさまざまな文物を描くものに変わっていったことを示唆している。また、当初の冊架図は壁に貼って楽しむものであったが、この時代には屏風に仕立てられることがもっぱらとなった。
その後、チェッコリは文人の手を離れ、庶民の生活を彩るものとなっていく。チェッコリのモチーフは文人好みのものから吉祥画に描かれるようなもの（たとえば多産を意味するスイカ、花鳥・魚蟹・牡丹など）、あるいは朝鮮の庶民に身近なものに変わり、より多くのモチーフを調和させるため、それ以前のチェッコリにおいて特徴的だった書架の枠組みは描き入れられなくなる。また、19世紀にはチェッコリは工房で大量生産されるものとなり、特定のテンプレートをもとに顧客にあわせたモチーフが描き入れられた。
20世紀にはチェッコリは制作されなくなった。その後、チェッコリは静的な水墨画に代表される、韓国伝統絵画と比較した際の異質さや、その民衆性から低く評価されてきたものの、朝鮮民画研究が盛んになるにつれ、その現代性や特殊性が評価されるようになった。